# دروگووله
دروگووله (به لهستانی:  Drogowle) یک روستا در لهستان است که در گمینا راکوو واقع شده‌است. دروگووله ۱۳۶ نفر جمعیت دارد.